# يعقوب سامي باشا
يعقوب سامي باشا قائد عسكري مصري كان يشغل منصب وكيل نظارة الجهادية في مصر وكان أحد قادة الثورة العرابية، وكان عرابي قد كلفه بالاجتماع مع الوجهاء وعمد البلاد، وقبض عليه عقب هزيمة الجيش المصري في معركة كفر الدوار وبداية الإحتلال الإنجليزي لمصر، وتم تقديمه للمحاكمة مع باقي القيادات فيما عرفت بالزعماء السبعة وهم عرابي باشا ومحمود باشا سامي البارودي ومحمود فهمي باشا وطلبه باشا عصمت باشا وعبد العال حلمي باشا وعلي فهمي باشا، بالإضافة إلى حسن باشا الشريعي وزير الأوقاف في وزارتي راغب والبارودي وعبد الله باشا فكري وزير المعارف في وزارة البارودي.
وفي شهر أكتوبر سنة ١٩٠٠ توفي يعقوب باشا سامي، ودُفن بجوار قبر محمود باشا فهمي بكندي، وكان قد صدر العفو عنه ورُخص له بالعودة إلى مصر، ولكن وافاه القدر قبل أن يُبلغه الحاكم أمر العودة.